# カレル・ノバチェク
カレル・ノバチェク（Karel Nováček, 1965年3月30日 - ）は、チェコ・プロスチェヨフ出身の元男子プロテニス選手。チェコスロバキア時代から始まり、当地で共産主義が崩壊する歴史の転換点の時期をまたいで活躍した選手である。シングルス自己最高ランキングは8位（1991年11月）。ATPツアーでシングルス13勝、ダブルス6勝を挙げた。身長190cm、体重81kgの長身選手。
6歳からテニスを始め、1984年にプロ入り。1986年7月にアメリカ・ワシントン大会でツアー初優勝を果たす。1987年の全仏オープンで、ノバチェクは4大大会で初めての好成績を出し、ミロスラフ・メチージュとの準々決勝まで進出した。1991年に年間4勝を挙げ、この年に自己最高の世界ランキング8位を記録する。1992年も3つの大会で優勝したが、4大大会ではしばらく上位進出がなかった。
1993年1月1日にチェコスロバキアが解体し、ノバチェクの国籍表示は「チェコ」になる。この年、ノバチェクは全仏オープンで6年ぶり2度目の準々決勝進出を果たしたが、当時21歳のリカルト・クライチェクに 6-3, 3-6, 6-3, 3-6, 4-6 のフルセットで惜敗した。同年の全米オープンでは、ダブルスのスペシャリストである同国人選手のマルティン・ダムとペアを組み、男子ダブルス準優勝者になる。1994年の全米オープンで、ノバチェクは29歳にして準決勝進出を決めたが、この大舞台で第4シードのミヒャエル・シュティヒに 5-7, 3-6, 6-7 のストレートで完敗した。全米ベスト4の少し前、1994年7月にオランダ・ヒルバーサム大会で最後のツアー優勝がある。1995年の全豪オープンで、ノバチェクは初進出の4回戦でジム・クーリエに敗れたが、これが彼の最後の活躍になった。
その後、ノバチェクは1995年度の4大大会ですべて1回戦敗退に終わったが、ウィンブルドン1回戦では日本の松岡修造に 4-6, 7-6, 6-3, 3-6, 4-6 で敗れている。松岡のテニス人生最大のハイライトは、このノバチェク戦の勝利から始まった。全米オープンの1回戦では、2年前の全仏オープン準々決勝で敗れたリカルト・クライチェクにストレート負けしたが、これがノバチェクの最後の4大大会出場になった。1996年8月、カレル・ノバチェクは31歳で現役を引退した。